# 武汉二七纪念馆
武汉二七纪念馆，是位于武汉市江岸区解放大道2499号的一座社会科学类历史专题纪念馆。纪念馆开办于1960年2月7日，毗邻江岸站、江岸车辆厂及京汉铁路总工会旧址，用以纪念二七大罢工。原馆址位于江岸区二七路10号（解放大道2229号），1987年2月7日搬至现址，原纪念馆建筑群辟为江岸铁路文化宫。现新老馆址皆由中国铁路武汉局集团有限公司管理，纪念馆行政组织由武汉局集团直属。
在新老纪念馆院落中各有一座二七烈士纪念碑，其中位于老馆址的老二七烈士纪念碑1956年被评为湖北省文物保护单位。本条目一并记叙新老馆址及纪念碑。

## 背景
1923年2月1日，郑州军警阻挠当日在郑州普乐园举行的京汉铁路总工会成立大会，事后总工会迁至汉口江岸地区办公并为表抗议决定自2月4日起全线罢工。2月7日起吴佩孚为首的直系军阀对工人实施血腥镇压，期间全线多地有工人及工人领袖被害，史称“二七惨案”，而江岸地区是斗争中最惨烈的地区，三十余人在江岸地区福建街江岸分工会门前当场被害，林祥谦被砍杀于江岸站站台上、施洋被杀害于武昌洪山脚下。

## 历史

### 旧馆时期

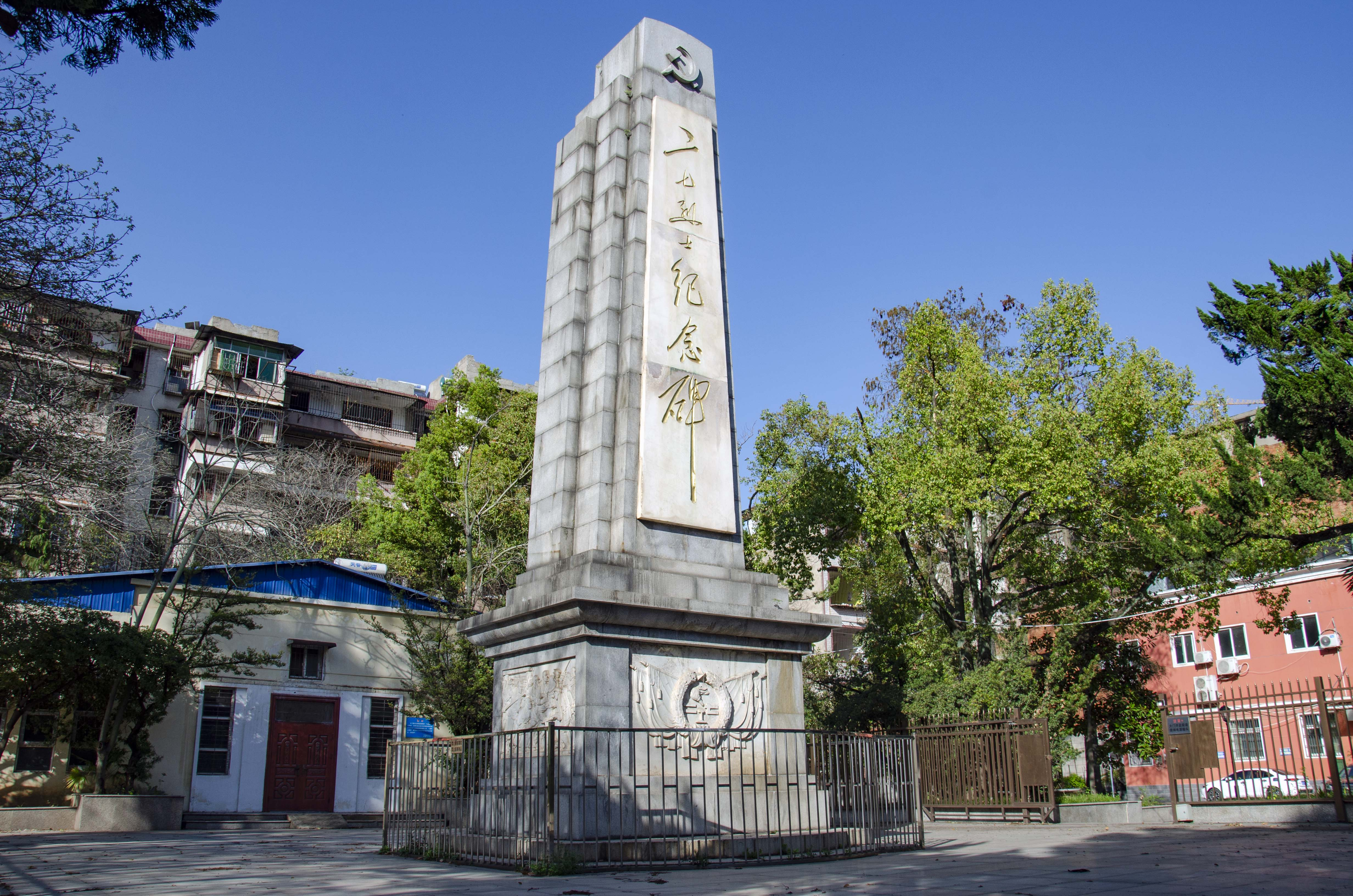
旧馆及纪念碑

1956年，铁道部、湖北省及武汉市经商议后决定，决定在罢工斗争最惨烈的江岸地区修建武汉二七纪念馆，又称武汉二七陈列馆、武汉二七烈士纪念馆。当年开始在原江岸警察训练所修建，1958年工程竣工，1960年2月7日正式对外开放。
全馆院落占地10600平方米，陈列馆建筑138平方米。院落以园林布局设计建造，中心为一座花岗岩纪念碑，四周皆是对称分布的树林苗圃。当时陈列馆内陈设有关二七大罢工的历史文物，照片及艺术作品，并分为四个展区：历史背景、党的组织领导、斗争经过、国内外人民的声援。同时设有接待室、资料室等单位部门。
文化大革命期间，纪念馆改称“二七革命纪念馆”。

### 二七烈士纪念碑
二七烈士纪念碑，又称二七惨案烈士纪念碑，位于二七纪念馆旧馆前，有时会加新老前缀以与现时纪念馆前的新纪念碑区分。碑身由花岗岩筑成，高12.6米，南侧正中为毛泽东在1958年9月16日为纪念碑题写的“二七烈士纪念碑”七字。碑座南侧为铁路徽标与火炬组合图案浮雕，西侧浮雕描绘江岸铁路工人与军警搏斗的画面，东侧浮雕描绘中国共产党领导湖北省工团声援罢工时的游行画面，北侧则为隶书碑文。碑文由时任武汉市政协副主席李伯刚撰，书法家何光书写，北京市建筑艺术雕刻工厂的7名工人刻制。纪念碑基座占地25平方米。纪念碑于1956年10月动工，1957年2月7日主体竖立，1960年底基本完成，1963年2月7日揭幕。

#### 题字始末
在1956年决议筹建二七纪念馆后，纪念碑筹备委员会欲请毛泽东题写碑名，并将该设想上陈湖北省人民委员会。时任省长张体学得知后十分重视，旋即遣人前往全国总工会联络相关事宜。随后，纪念碑筹委会收到了毛泽东题写的“二七革命纪念碑”七字，但此与商定的碑名“二七烈士纪念碑”不符。1958年5月，20余名二七大罢工亲历者联名上书北京，希望毛泽东重新题写碑名。当年9月，毛泽东来武汉视察，时任湖北省委第一书记王任重将重新题写碑名的希望再次向毛泽东汇报，毛泽东随即同意。此后毛泽东在从武汉乘船前往安徽的船上重新题写了“二七烈士纪念碑”七字。

#### 文物保护
1956年11月15日，以“二七惨案烈士纪念碑”的名义，被湖北省人民委员会评为第一批湖北省文物保护单位。
其保护范围为：二七惨案烈士纪念碑及周围一定范围。以纪念碑台基为界，东面、西面各向外延伸40米，南面、北面各向外延伸20米。
其建设控制地带为：以保护范围为界，东面向外延伸97米至解放大道西侧规划道路红线，南面向外延伸44米至二七路现状道路边线，西面向外延伸50米，北面向外延伸40米。

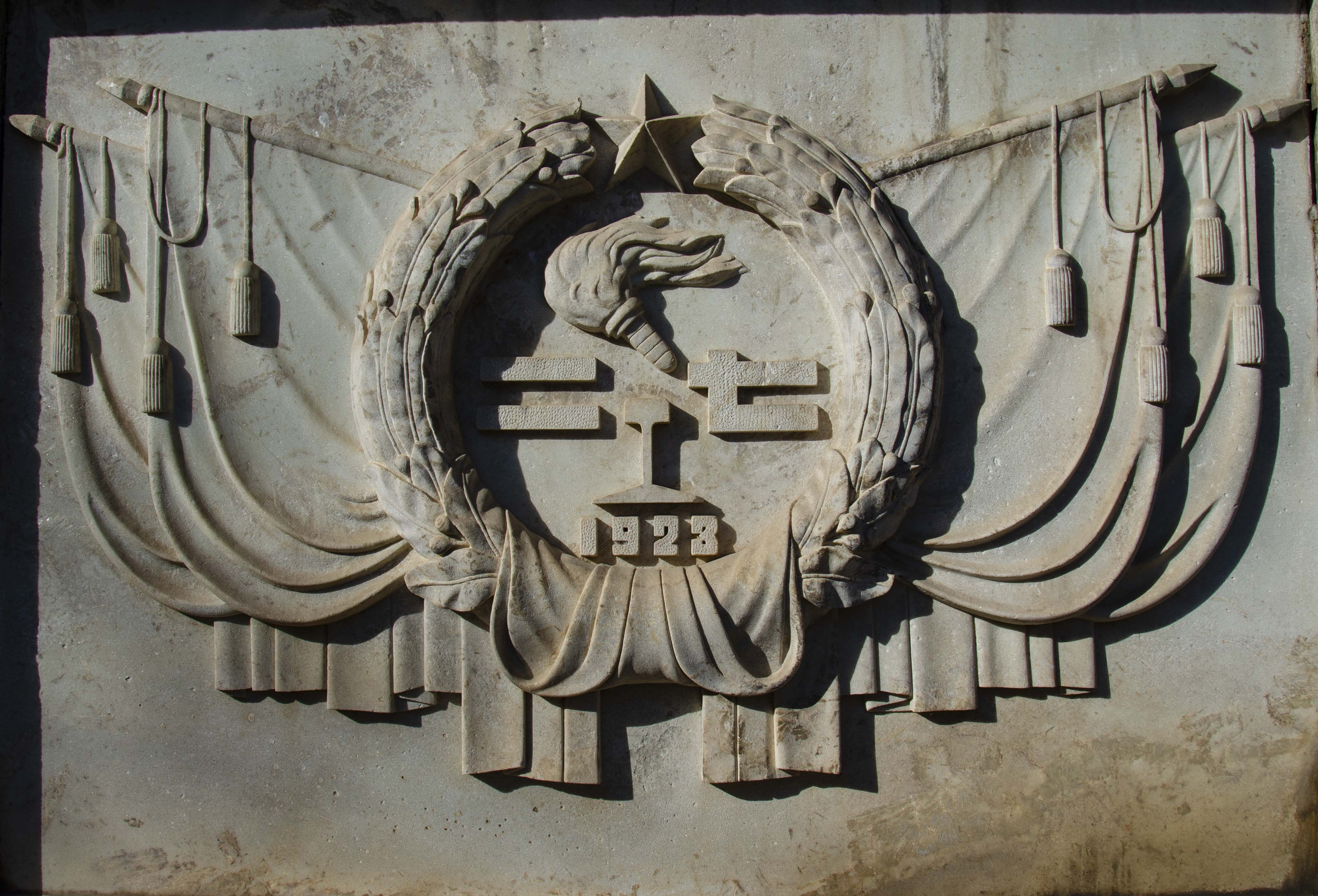
南侧浮雕，郑州二七纪念堂顶部亦有此标志
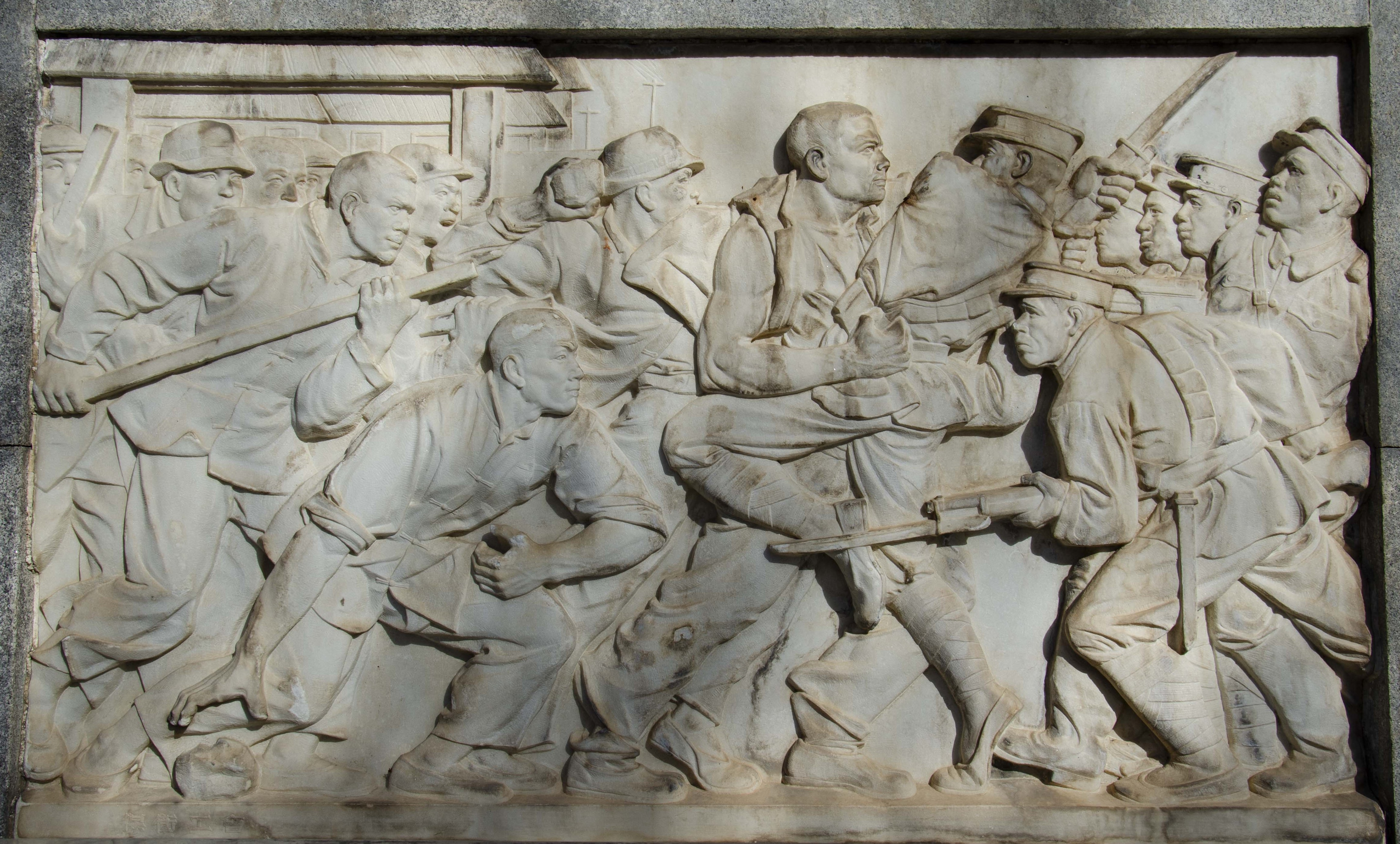
西侧浮雕
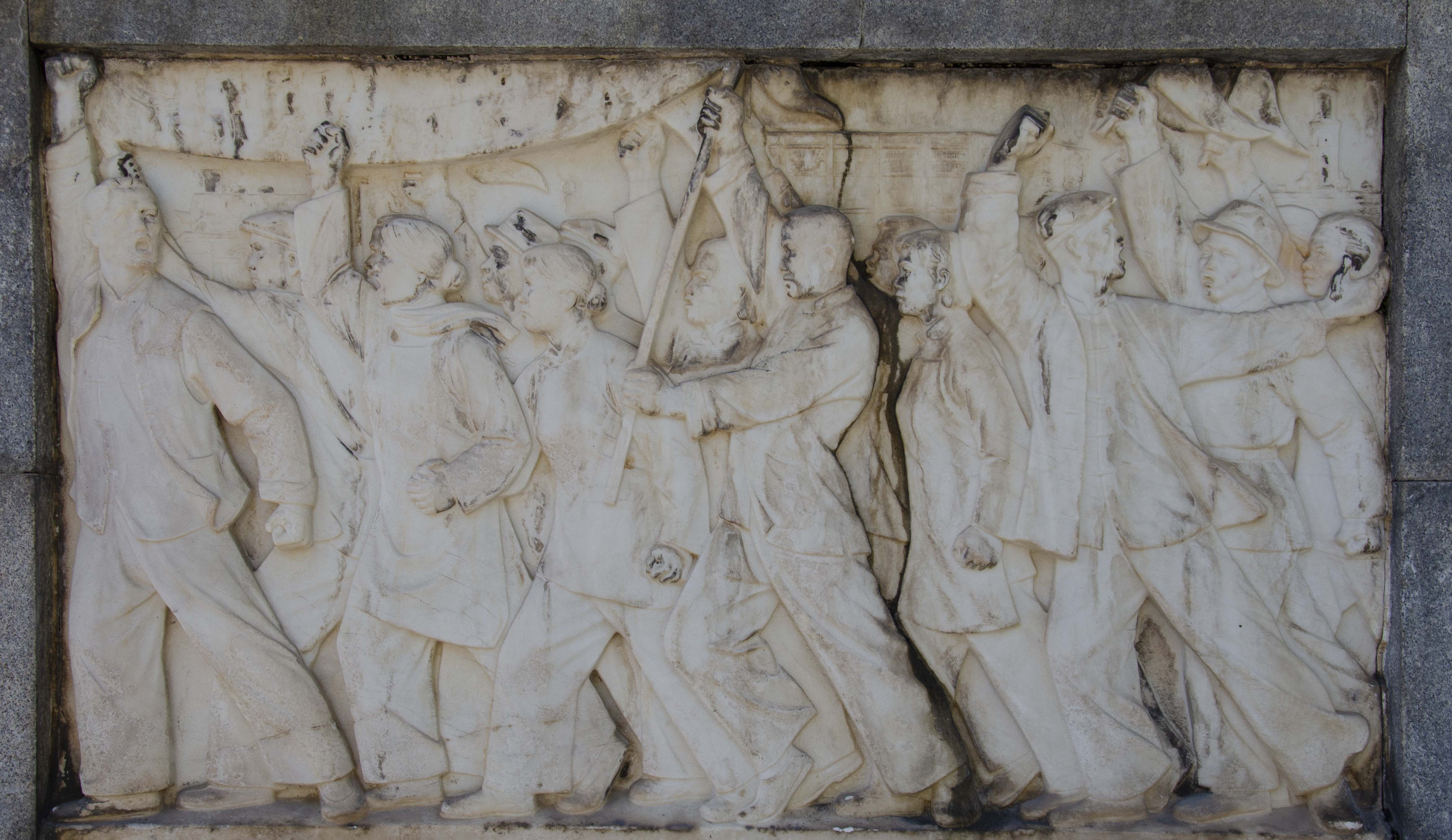
东侧浮雕
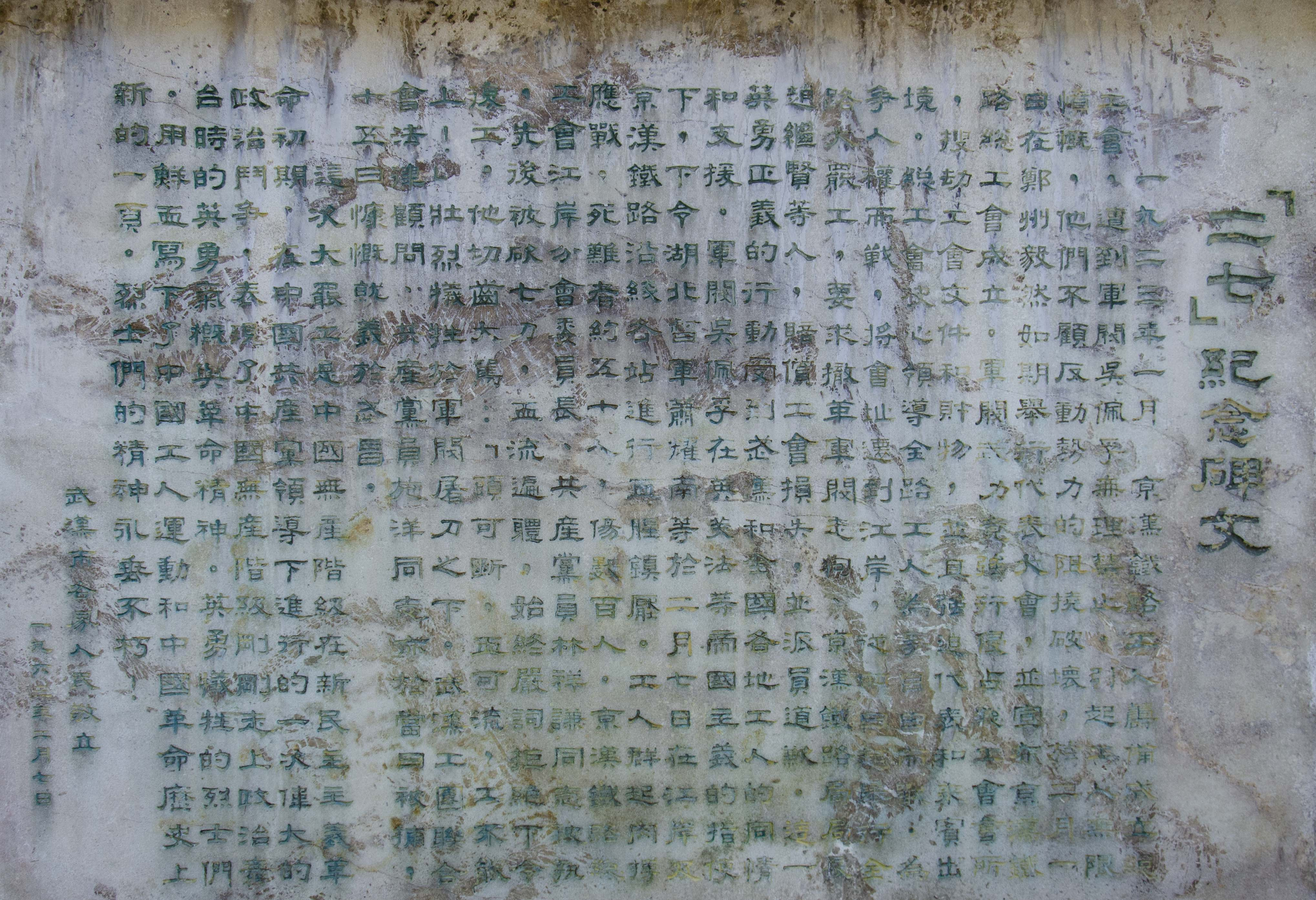
北侧碑文

### 迁建之议
随着场馆的使用接待，老馆的问题也逐渐显露：建筑下沉及自损，且既有展馆过于狭小。1974年4月4日，张士汉（首任馆长）、黄正兴等9名二七大罢工亲历者会同二七纪念馆工作人员前往湖北省革委汇报，力陈迁建之议。湖北省委听取报告后，表示同意修建新馆。
随后湖北省革委会同武汉市革委为新馆选址，一开始将新馆馆址定在解放公园中。同年8月2日，省革委同意市革委在解放公园兴建新的二七纪念馆，但此举遭到了市园林局的反对。园林局认为，解放公园中已有苏联空军志愿队烈士墓，一个地方两座纪念场馆会存在干扰，因此在解放公园中再修建纪念馆并非妥当。此后地方政府会同铁路局重新选址，最后将新馆址选定在徐州新村，此地亦靠近江岸站与江岸车辆厂，即二七事件爆发的中心。
新馆的勘测任务由湖北省勘察院负责、设计任务由中南建筑设计院负责。由地方政府、铁路局及下辖多个工会投资。1976年2月7日，新馆奠基开工，但随后于次年停工。1979年武汉市革委决定在原址继续修建，待至1983年纪念馆方才正式动工，1984年12月31日主体工程完成，随后至1987年陆续建成了院落内的配套设施。另外在1985年，纪念馆正式定名“武汉二七纪念馆”，时任中共中央总书记胡耀邦为纪念馆题写了馆名。

### 新馆时期

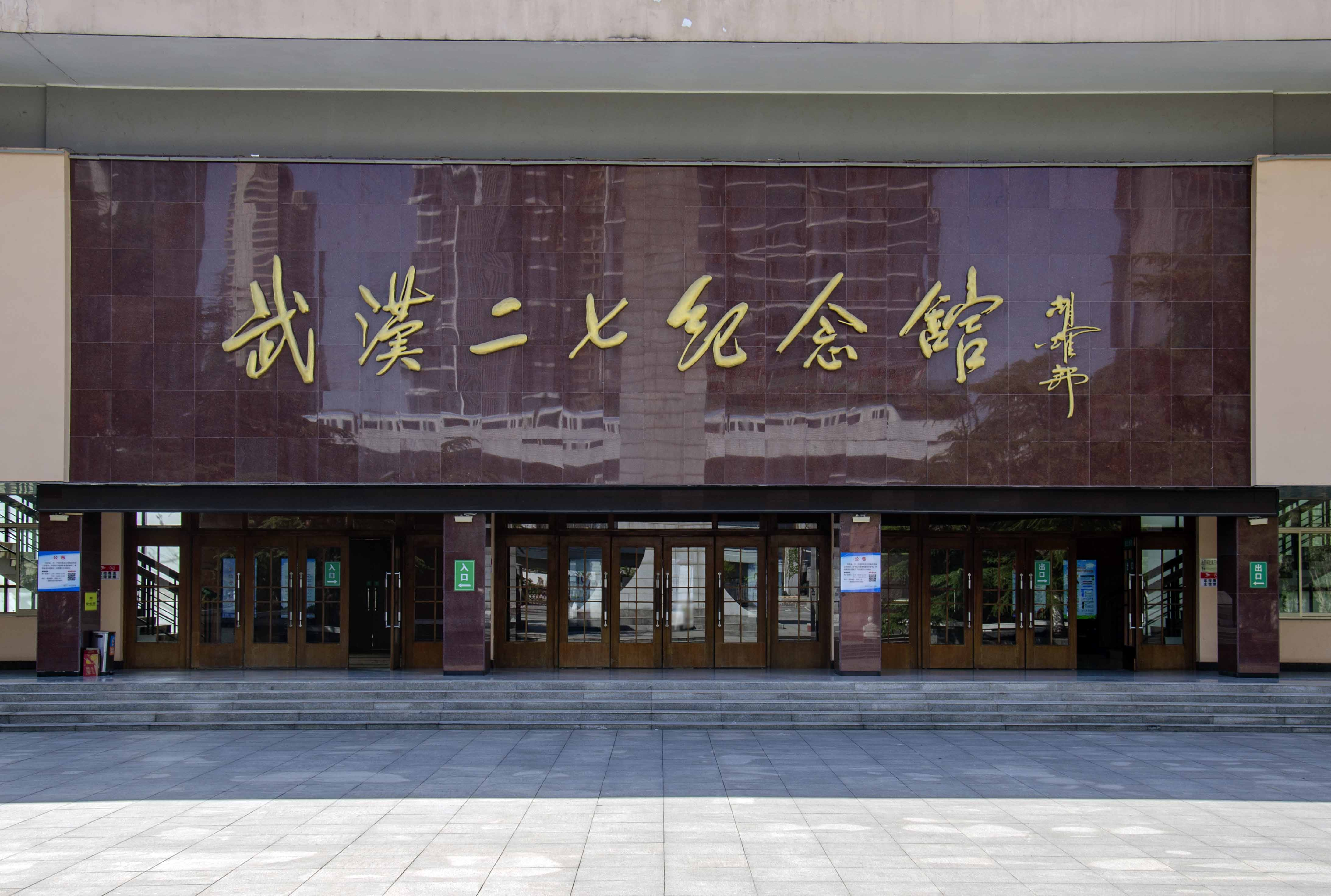
新馆门额，倒影映出武汉轨道交通1号线车辆

1987年2月7日，新馆正式对外开放。新馆院落总面积27500平方米，纪念馆建筑面积为3671平方米，陈列面积为1200平方米。1997年6月，中共中央宣传部将纪念馆列入第一批全国爱国主义教育示范基地名单中。
2002年至2005年，铁道部、郑州铁路局、武汉铁路分局（武汉铁路局）先后投资近1000万元对展馆及展厅进行改造。
2022年，中国铁路武汉局集团有限公司利用VR实景技术，建立了二七纪念馆网上展馆，见外部链接章节。

#### 纪念碑迁建

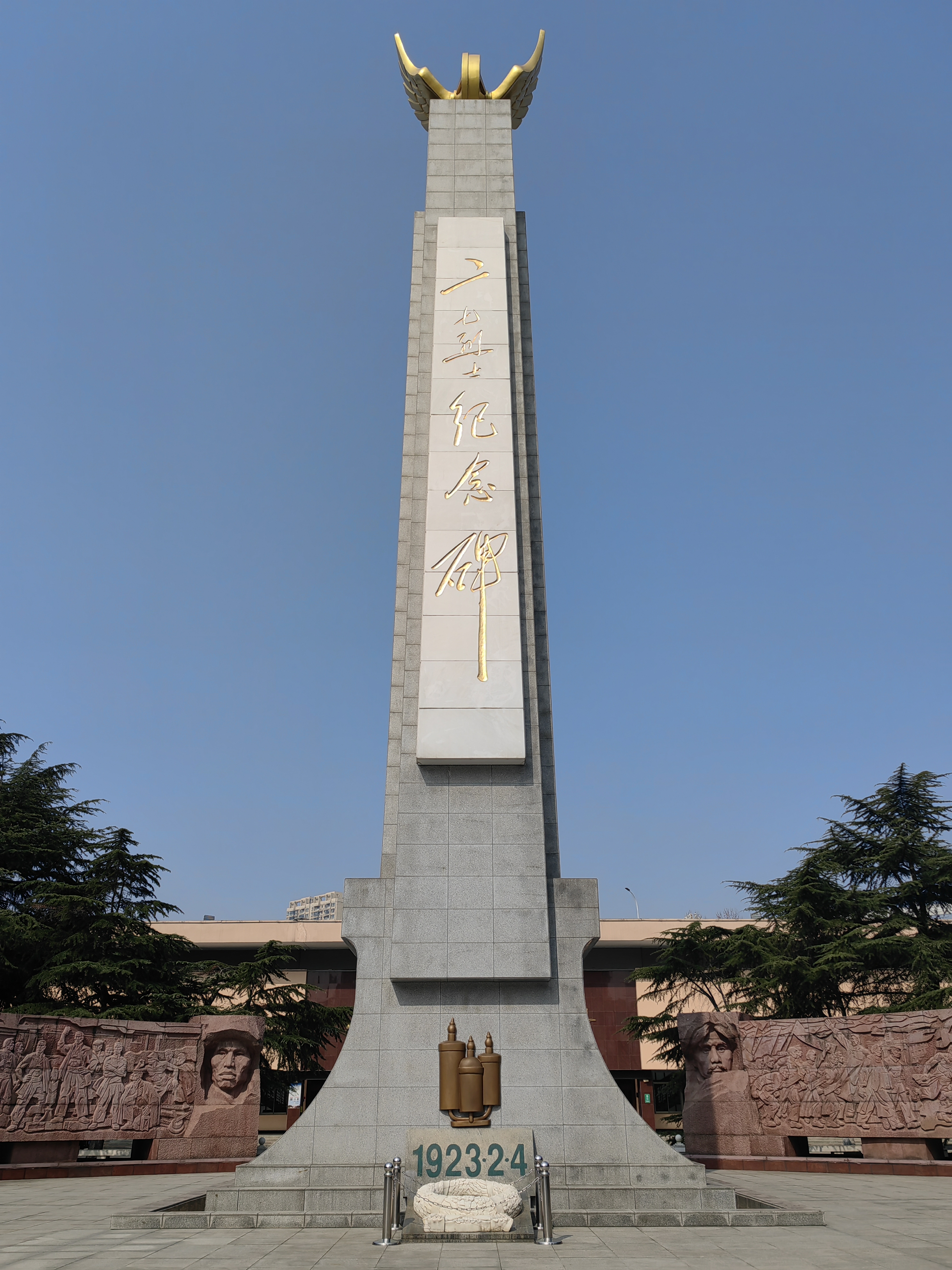
纪念碑正面

自1997年开始，馆方决定迁建二七烈士纪念碑，由铁道部、郑州铁路局、湖北省及武汉市政府合资800万元兴建。1999年2月5日建成揭幕，当天武汉市各界在新馆集会，以纪念“二七”革命斗争76周年并举行“二七”烈士纪念碑迁建落成典礼。时任全国总工会主席尉健行，湖北省委书记贾志杰为纪念碑揭幕。:大事记2月5日
新碑为建筑群，由纪念碑本体及环绕纪念碑的雕塑群构成。
其中纪念碑碑高27米，碑身正面为毛泽东手书“二七烈士纪念碑”。纪念碑座造型模仿钢轨，正面镶嵌汽笛浮雕，汽笛下方为花岗岩石台，石台上刻有二七大罢工开始的日期“1923·2·4”。碑顶置锻铜大鹏飞轮，即江岸京汉铁路工会会徽图案。
纪念碑两侧为花岗岩弧形雕塑群，长30米，高3.2米。左侧内容从左至右依次为：沉重压迫、京汉铁路总工会成立、京汉铁路总同盟大罢工的画面，以及林祥谦头像；右侧内容从左至右依次为：施洋头像，各界声援、保卫江岸分工会的画面。纪念碑及雕塑建筑群设置在直径为27米的花岗岩底座上，底座正面为湖北省暨武汉市人民撰写敬立的碑文，下有汉白玉花环。

## 展出
纪念馆常设展览皆在纪念馆二楼。纪念馆分为三个展厅七个部分。新冠病毒疫情爆发后，纪念馆增设“铁路抗击疫情”展厅，展示包括2020年1月23日武汉站封闭进站口所使用的封条、2020年4月8日解封后武汉站发出的第一张高铁乘客票等实物。

### 馆藏文物
现有馆藏文物89件，其中国家一级文物3件，国家二级文物6件，国家三级文物11件。
3件国家一级文物分别为：

#### 京汉铁路告成铁碑
该碑原为京汉铁路通车时竖立在黄河桥桥头的铸铁纪念碑。碑身用中文、法文两种文字撰写碑文，上半部各有两条飞龙。此铁碑是“列强掠夺中国路权和清政府腐败无能、丧权辱国的见证”。

#### 林祥谦怀表
该文物为一件1896年瑞士生产的铜质圆形怀表。1923年2月4日，林祥谦用这块怀表宣布罢工开始。2月7日林祥谦在江岸站被杀害后，妻子陈桂贞从他的遗体上找到了这块怀表。1960年陈桂贞将怀表捐赠给了尚在筹建中的纪念馆。

#### 江岸分工会会员章
徽章正面边缘为章名“江岸京汉铁路工会会员证”，内圆中为“劳工神圣”，中央为“双翼车轮形”图案（新二七烈士纪念碑顶部图案参照此塑造），背面为“汉同丰”3个字，除徽章之外配有挂链。此会员证徽章自黄正兴手中征集。

## 组织体系
自纪念馆建成起，其组织一直为中国铁路武汉局集团有限公司及前身武汉铁路局、郑州铁路局武汉铁路分局直属单位。

## 注解
1. ↑  即江岸站、江岸车辆厂、机务段、码头所在的区域
2. ↑  二七52烈士中江岸烈士占比75%
3. ↑  《江岸区志》称1963年开放[5]。
4. ↑  《武汉市志·文物志》称纪念碑于1958年动工[10]；《武汉市志·大事记》称纪念碑于1956年2月7日动工[11]。
5. ↑  2月4日拉响汽笛宣布罢工开始的工人
6. ↑  2004年武汉铁路分局独立为武汉铁路局。
7. ↑  老碑保留。
8. ↑  与老纪念碑一致
9. ↑  时下碑文移至纪念碑背后，花环移至纪念碑碑座前